# Серков, Андрей Иванович
Андре́й Ива́нович Серко́в (род. 29 августа 1964 года, Бузулук, Оренбургская область, СССР) — российский архивист и историк, специализирующийся на истории масонства, истории литературы и культуры, в том числе Русского зарубежья. Кандидат исторических наук (1991).

## Биография
Родился в Бузулуке в семье врачей, учился и рос в Москве. По окончании школы год проработал в издательстве Московского университета. Затем учился на историческом факультете МГУ, который окончил в 1987 году. Научный руководитель — профессор В. А. Фёдоров. По окончании университета полтора года проработал учителем истории в школе, затем переведён в очную аспирантуру.
Весной 1991 года в МГУ защитил диссертацию на соискание учёной степени кандидата исторических наук по теме «Российское масонство. 1800—1861 годы» (специальность 07.00.02 — «Отечественная история»). Официальные оппоненты — И. В. Порох и С. В. Мироненко.
По окончании аспирантуры недолговременно работал в издательском центре «Терра». Занимался изучением архивов в Москве, Петербурге, Твери, Харькове, Париже, Бостоне. С 1990-х годов неоднократно получал от Дома наук о человеке (Maison de Sciences de l'Homme) (Париж) гранты на ведение исследовательской работы, в том числе так называемый «Бурс Дидро». В итоге провёл в Париже более года. Помощь в работе с французскими масонскими архивами получал от Т. А. Бакуниной. По предложению и при помощи Д. Е. Галковского с 2000 года на сайте последнего «Самиздат» были размещены в качестве авторской страницы «Российское масонство» материалы, подготавливаемого к печати энциклопедического словаря «Русское масонство. 1731—2000». Помимо авторских работ по истории масонства является также публикатором работ масонов и историков масонства: Н. И. Новикова, Т. А. Бакуниной, Г. В. Вернадского, Н. П. Киселёва, З. Н. Гиппиус, Г. В. Адамовича, М. А. Осоргина, Г. И. Газданова, А. П. Ладинского, В. С. Арсеньева и др. Входил в редакционные коллегии по изданию «Собраний сочинений» М. А. Осоргина и Г. В. Адамовича.
С 1992 года по март 2020 года работал в Отделе рукописей (ОР), с сентября 2020 продолжил работу уже в качестве внешнего совместителя Российской государственной библиотеки. С 2001 года был членом-корреспондентом, с 2003 по 2007 год — действительным членом Постоянного комитета редких и рукописных книг ИФЛА (Международная федерация библиотечных ассоциаций и учреждений). С марта 2020 года старший научный сотрудник отдела Литературное наследство Института мировой литературы имени А. М. Горького РАН.
В 1993 и 2017 годах организовывал выставки, посвящённые масонству.
В качестве историка-эксперта неоднократно выступал на радиостанциях «Радио России», «Эхо Москвы», телеканалах «Культура», «Russia Today», «Россия 24» и др.
В 2015 году стал одним из составителей сайта «Искусство и архитектура русского зарубежья».

## Труды
1988
- Из истории русского масонства. (Ложа «Трёх добродетелей» и декабристы) // Вестник Московского университета. Серия 8. История. 1988. № 5. С. 65-78.

1989
- Биографии российских масонов. Степан Алексеевич Маслов // Былое (Москва). 1989. № 1(3). С.4-7.
- Масонство на Украине в первой четверти XIX века и движение декабристов // Декабристские чтения: Материалы научно-практической конференции, посвящённой 200-летию со дня рождения С. Г. Волконского и 1000-летию образования г. Василькова (14-16 декабря 1988 г.). Вып. II. Киев, 1989. С.27-30.

1990
- [Составление, послесловие и комментарии:] Бакунина Т. А. Знаменитые русские масоны. М., 1990. С. 123—138.
- К вопросу о существовании Киевского и Малороссийского тайных обществ и отголосках движения декабристов // Декабристские чтения: Материалы межвузовской научно-практической конференции, посвященной движению декабристов (14-16 декабря 1989 г.). Вып. III. Киев, 1990. С. 12-16.
- Масонские ложи на территории Белоруссии и движение декабристов // Декабристские чтения — 1. Тезисы республиканской межвузовской научной конференции, посвящённой 165-летию со дня восстания декабристов (4-6 декабря 1990 г.). Гродно, 1990. С. 71-75.

1991
- Декабристы и их окружение в Полтаве // Декабристские чтения. Материалы республиканской научно-практической конференции, посвящённой 165-летию со дня восстания декабристов. Вып.4, Киев, 1991. С. 94-99.
- Российское масонство. 1800—1861 годы. Автореферат диссертации на соискание учёной степени кандидата исторических наук. М., 1991. 16 с.
- Тайна саратовского масона // Четыре века. Сборник статей, посвящённых 400-летию Саратова. Саратов, 1991. С. 128—140 (в соавторстве с А. Н. Лушиным).

1992
- Вестник Объединения русских лож Древнего и принятого шотландского устава // Звезда. 1992. № 7. С. 206—207.
- [Комментарии к «Запискам сенатора И. В. Лопухина»] // Россия XVIII столетия в изданиях Вольной русской типографии А. И. Герцена и Н. П. Огарёва. Справочный том. М., 1992. С. 272—282.
- [Предисловие (совместно с О. Ю. Авдеевой) и комментарии:] Осоргин М. А. Вольный каменщик. М., 1992. С. 3-15, 326—336.
- [Предисловие:] Разговор через «решётку» [,подготовка к публикации и комментарии:] Переписка М. А. Осоргина и А. С. Буткевича // Звенья. Исторический альманах. Вып.2. М.; СПб., 1992. Стр. 489—536.

1993
- [Предисловие и подготовка к публикации:] Вернадский Г. В. Два лика декабристов // Свободная мысль. 1993. № 15. С. 81-92 (совместно с А. З. Злобовским).
- 250 лет масонства в России. М., 1993. 88 с.
- Загадочный старец // Родина. 1993. № 1. С. 45-48.
- [Предисловие:] Придёт ли к нам «Великий Восток»? [Подготовка к публикации и комментарии:] Бурышкин П. А. Русское зарубежное масонство и советская власть // Родина. 1993. № 11. С. 85-92.
- Русские масонские библиотеки и печатные издания XX века // Тезисы докладов и сообщений конференции по итогам научной работы Российской государственной библиотеки за 1992 г. М., 1993. С. 89-91.
- Судьбы масонских собраний в России // 500 лет гнозиса в Европе. Гностическая традиция в печатных и рукописных книгах. Москва — Санкт-Петербург. Амстердам, 1993. С. 27-35, 59-66 (на английском и русском языках).

1994
- [Статьи:] Батеньков Г. С., Беляевы, Бестужев А. А., Бестужев М. А., Бестужев Н. А., Библейское общество, Борисовы, Вадковский Ф. Ф., Вегелин А. И., Вигель Ф. Ф., Винский Г. С., Глинка Ф. Н. // Отечественная история. История России с древнейших времён до 1917 года. Энциклопедия. Т.1. М., 1994 (статья «Библейское общество» в соавторстве с А. З. Злобовским).
- [Подготовка к публикации:] Осоргин М. А. Рассказы безхитростного // Родина. 1994. № 5. С. 95-97.
- [Составление, подготовка к публикации и комментарии:] Письма Н. И. Новикова. СПб.: издательство имени Н. И. Новикова, 1994. 384 с. (подготовка к публикации совместно с М. В. Рейзиным, примечания: С. 263—360).
- Русское масонство в эмиграции и гностическая традиция // 500 лет гностицизма в Европе. Материалы конференции 26-27 марта 1993 г. М., 1994. С. 71-73.

1995
- [Подготовка к публикации и предисловие:] Бакунина Т. А. Воспоминания об А. А. Кизеветтере. (К 60-летию со дня его кончины) // Археографический ежегодник за 1993 год. М., 1995. С. 209—214.

1996
- Архивы русской эмиграции XX века во Франции // Румянцевские чтения. Тезисы докладов и сообщений научно-практической конференции 18-19 апреля 1996 г. М., 1996. С. 186—188.
- [Статьи:] Елагин И. П., Завалишин Д. И., Игельстром К. Г., Каховский П. Г. // Отечественная история. История России с древнейших времен до 1917 года. Энциклопедия. Т.2. М., 1996 (статья «Каховский П. Г.» в соавторстве с Я. В. Леонтьевым).
- [Предисловие:] На чужих берегах. [Подготовка к публикации:] Успенский В. В. «Мы шли на зарево…». Из «Кронштадтских воспоминаний» мичмана императорского флота // Родина. 1996. № 7-8. С. 78-83.
- [Рецензия на книгу:] Северюхин Д. Я., Лейкинд О. Л. Художники русской эмиграции (1917—1941). СПб., 1994 // Новое литературное обозрение. 1996. № 19. С. 389—392.

1997
- [Подготовка к публикации и предисловие:] Бакунина Э. Н. Последние дни патриарха Тихона. (Воспоминания врача) // Арбатский архив. Историко-краеведческий альманах. Вып.1. М.: изд-во «Тверская, 13», 1997. С. 372—382.
- Великий мастер живёт в Стокгольме // Родина. 1997. № 10. С. 96-98.
- [Публикация, вступительная статья и комментарии:] Гиппиус З. Н. Итальянский дневник // Новое литературное обозрение. 1997. № 27. С. 237—251.
- [Рецензия на книгу:] Grezine I. Алфавитный список русских захоронений на Кладбище Сент-Женевьев-де-Буа. Paris, 1995 // Новое литературное обозрение. 1997. № 24. С. 436—438.
- История русского масонства 1845 - 1945. СПб.: Издательство имени Н. И. Новикова, 1997. 480 с. [На книгу опубликованы рецензии: Белоцкий К. М. Всплывающая Атлантида // Новый мир. 1998. № 9. С.229-233; Новое литературное обозрение. 1998. № 33. С. 423—427 (рецензия Коростелева О. А.); Соловьев О. Ф. О. А. Платонов. Терновый венец России… А. И. Серков. История русского масонства… // Вопросы истории.1998. № 9. С.155-159 Faggionato R. New and Old Works on Russian Freemasonry // Kritika: Explorations in Russian and Eurasian History 3.1. Winter 2002. P. 111—129.
- [Рецензия на книгу:] Лейтон Л.Дж. Эзотерическая традиция в русской романтической литературе: Декабризм и масонство. СПб., 1995 // Новое литературное обозрение. 1997. № 24. С. 407—409.
- Масонские библиотеки // Масонство и масоны. Сборник статей. Вып. II. М., 1997. С. 50-56.
- [Рецензия на книгу:] Масонство и масоны: Сборник статей. Вып. II. М., 1997 // Новое литературное обозрение. 1997. № 24. С. 409.
- «Пророк» и «мастер стула». Новое о масонстве Пушкина // Родина. 1997. № 5. С. 48-52.
- «Сорбонисты» и «архивисты», или ещё раз об авторе «Романа с кокаином» // Новое литературное обозрение. 1997. № 24. С.260-266. Переиздано: Леви М. (Агеев М.) Роман с кокаином. М., 1999. С.299-312; Агеев М. Роман с кокаином. СПб.: Вита Нова, 2008. С.301-310. Та же статья под заголовком «Архивная быль или конец „Романа с кокаином“» переиздана: Revue des Études Slaves. T.69. Fascicule 3. Paris, 1997. P. 373—380.
- Н. Д. Янчевский — историк русского театра и балета в эмиграции и его архив // Румянцевские чтения. Тезисы докладов и сообщений (17-18 апреля 1997 г.). М., 1997. С. 174—176.

1998
- Был ли генерал М. В. Алексеев масоном? // Наши вести (Сан-Франциско). Март 1998. № 450 (2751). С. 9-10.
- [Рецензия на книгу:] Книга Русского Зарубежья в собрании Российской государственной библиотеки, 1918—1991: Библиогр. указ. Ч. 1. А-К. СПб., 1997 // Новое литературное обозрение. 1/1998. № 29. С. 401—402.
- [Вступительная статья, подготовка к публикации и комментарии:] Письма Бенедикта Лившица к Давиду Бурлюку // Новое литературное обозрение. 3/1998. № 31. С. 244—262.
- «Племянник» Новикова — А. Ф. Лабзин // Масонство и масоны. Сборник статей. Вып. III/ Ответ. ред. С. П. Карпачёв. М., 1998. С. 20-33.

1999
- [Подготовка к публикации и комментарии (совместно с М. В. Рейзиным):] Вернадский Г. В. Русское масонство в царствование Екатерины II. Издание 2-е, исправленное и расширенное. СПб.: издательство имени Н. И. Новикова, 1999. 576 с.
- [Статьи:] А. С. Волковысский, Б. Н. Гроссер, А. Н. Дегай, В. В. Савинков, С. А. Черевков (Гре) // Лейкинд О. Л., Махров К. В., Северюхин Д. Я. Художники русского зарубежья 1917—1939: (Биографический словарь). СПб., 1999 (СПб., 2000 — дополнительный тираж с исправлениями).
- [Подготовка к публикации дневников за два года и комментарии к ним:] Гиппиус З. Н. Дневники. Т.2. М.: НПК «Интелвак», 1999. С. 386—395, 515—544, 634—640, 669—675.
- История русского масонства после Второй мировой войны. СПб.: издательство имени Н. И. Новикова, 1999. 448 с. (28 печ.л.). [На книгу опубликована рецензия: Независимая газета. Приложение «Ex-libris». 1999 18 ноября]
- [Предисловие, подготовка к публикации и примечания:] Масонские доклады Г. И. Газданова // Новое литературное обозрение. 1999. № 39. С.174-185. Переиздано в сокращении: Возвращение Гайто Газданова: Научная конференция, посвящённая 95-летию со дня рождения. М.: Русский путь, 2000. С. 271—281.
- [Участие в подготовке издания:] Незабытые могилы. Российское зарубежье: некрологи 1917—1997. В 6 томах. Т.1-2. М.: издательство «Пашков дом», 1999. [На книгу опубликована рецензия: Ex libris НГ. 2001 6 сентября. № 33 (205)].
- [Подготовка к публикации, редактирование собрания сочинений и комментарии (совместно с О. Ю. Усковой):] Осоргин М. А. Собрание сочинений. Т.2. Старинные рассказы. М., 1999. (С. 528—557 — комментарии).
- Список трудов Т. О. Соколовской // Соколовская Т. О. Русское масонство и его значение в истории общественного движения (XVIII и первая четверть XIX столетия). М.: Государственная публичная историческая библиотека России, 1999. С. 169—172.
- [Подготовка к публикации и примечания:] Чермак Л. К. Как я был масоном // Масоны в России: вчера… сегодня… завтра?.. Сборник научных трудов. М., 1999. С. 129—151.

2000
- История одной книги // Возвращение Гайто Газданова: Научная конференция, посвящённая 95-летию со дня рождения. М., 2000. С. 152—163 [На книгу опубликована рецензия: Леонидов В. Печальный эстет, ходивший на руках // Независимая газета. 2000 7 декабря]
- История русского масонства XIX века. СПб.: издательство имени Н. И. Новикова, 2000. 400 с. [На книгу опубликованы рецензии: Новое литературное обозрение. 6/2001. № 52. С. 406—408 (автор — Е. Твердохлебова); Politica Hermetica. 2002. № 16: Rene Guenon, lectures en enjeux (автор — H. Yvert-Jalu);Revue des études slaves. T.74. Fasc.4. Paris, 2003. P. 895—900 (автор — J. Breuillard)].
- [Статьи:] «Конституция» Муравьева, А. О. Корнилович, Н. И. Лорер, М. С. Лунин, Ю. К. Люблинский, Масонство // Отечественная история. История России с древнейших времен до 1917 года. Энциклопедия. Т.3. М.: научное издательство «Большая российская энциклопедия», 2000.
- [Предисловие:] О дружбе двух писателей. [Подготовка к публикации:] Газданов Г. Письмо к Г. В. Адамовичу. О нашей работе № 2. Из серии передач на радио «Свобода» // Возвращение Гайто Газданова: Научная конференция, посвящённая 95-летию со дня рождения. М.: Русский путь, 2000. С. 295—302.
- [Предисловие:] Парижская ажанда Зинаиды Гиппиус. [Подготовка к публикации и комментарии:] Гиппиус З. Парижская ажанда. 1908 г. // Записки Отдела рукописей. Вып.51. М.: «Пашков дом», 2000. С. 280—300.
- [Рецензия на книгу:] Попов А. В. Русское Зарубежье и архивы: Документы Российской эмиграции в архивах Москвы: проблемы выявления, комплектования, описания, использования. — М., 1998// Новое литературное обозрение. 2000. № 44. С. 406—408.
- Российское масонство. Часть первая. Восемнадцатый век // Звезда. 2000. № 7. С.169-178; № 8. С.184-191 [На статью в № 7 опубликована рецензия: Коновалов И. [Голлербах Е. А.] Сладкие итальянские грезы // Литературная газета (С.-Петербург). 2000 6-12 сентября. № 36 (5802). С.14].
- [Участие в подготовке и составлении издания:] Русское зарубежье. Хроника научной, культурной и общественной жизни. 1940—1975. Франция. Под общей редакцией Л. А. Мнухина в сотрудничестве с Т. Л. Гладковой, В. К. Лосской, И. М. Невзоровой, А. И. Серковым и Н. А. Струве. Т.1(5). 1940—1954. Т.2(6). 1955—1963. Париж: YMKA-Press; М.: Русский путь, 2000. См. также № 69.
- [Рецензия на книгу:] Трофимов А. (Трубников А.) От Императорского музея к Блошиному рынку. — М., 1999// Новое литературное обозрение. 2000. № 45. С. 442—444.

2001
- [Предисловие:] Антошевский И. К. Державный Орден Святого Иоанна Иерусалимского, именуемый Мальтийским в России. — Орден Мартинистов. М.: Государственная публичная историческая библиотека России, 2001. С. 3-26.
- [Подготовка к публикации и комментарии (совместно с М. В. Рейзиным):] Вернадский Г. В. Русское масонство в царствование Екатерины II. Издание третье, исправленное и расширенное. СПб.: издательство имени Н. И. Новикова, 2001. 576 с.
- Масонство // Литературная энциклопедия терминов и понятий. М.: НПК «Интелвак», 2001. Стлб. 512—514.
- [Участие в подготовке издания:] Незабытые могилы: Российское зарубежье: некрологи 1917—1999: В 6 т. Т.3. И-К. М.: издательство «Пашков дом», 2001.
- Русское масонство. 1731-2000 (Энциклопедический словарь). М.: Российская политическая энциклопедия, 2001. 1224 с., илл. (284 печ.л.). [На книгу опубликованы рецензии: Литературная газета. 2001. 29 августа — 4 сентября. № 35 (5846) (рецензия Александра Яковлева); Гольденмауер Л. Русские каменщики. Каждого вспомнить поименно // Независимая газета — Ex Libris. 2001.30 августа; 7 сентября; Попов Евг. Заговор масонов // Парламентская газета. 2001. Русская мысль. 2001. 15 ноября. № 4385 (рецензия Вс. Сахарова); Библио-Глобус. 2001. Ноябрь. № 11(20) (рецензия Вс. Сахарова); Независимая газета — религии. 2002. 19 июня. С.11 («Все о вольных каменщиках» — рецензия Вс. И. Сахарова); Вопросы истории. 2003. № 7. С.166-167 (рецензия О. Ф. Соловьева); Отечественная история. 2004. № 1. С.183-184 (рецензия И. С. Розенталя). На эту книгу и № 33 опубликована также рецензия: Витенберг Б. Между мистикой и политикой: российское масонство в начале XX века. (Обзор новых книг о русском масонстве)// Новое литературное обозрение. 2004. № 70].
- [Участие в подготовке и составлении издания:] Русское зарубежье. Хроника научной, культурной и общественной жизни. 1940—1975. Франция. Под общей редакцией Л. А. Мнухина в сотрудничестве с Т. Л. Гладковой, В. К. Лосской, И. М. Невзоровой, А. И. Серковым и Н. А. Струве. Т.3(7). 1964—1975. Париж: YMKA-Press; М.: Русский путь, 2001.
- [Рецензия на книгу:] Соловьёв О. Ф. Масонство. Словарь-справочник. — М.: «Аграф», 2001. // Новое литературное обозрение. 5/2001. № 51. С. 371—372.
- [Предисловие, подготовка к публикации:] Успенский В. В. Воспоминания парижского шофёра такси // Диаспора: новые материалы. Вып. I. Париж; СПб.: Athenaeum, Феникс, 2001. С. 7-30.

2002
- [Участие в подготовке и составлении издания:] Русское зарубежье. Хроника научной, культурной и общественной жизни. 1940—1975. Франция. Под общей редакцией Л. А. Мнухина в сотрудничестве с Т. Л. Гладковой, В. К. Лосской, И. М. Невзоровой, А. И. Серковым и Н. А. Струве. Т.4(8). Указатели. Париж: YMKA-Press; М.: Русский путь, 2002.
- [Рецензия на книги:] Сахаров В. И. Иероглифы вольных каменщиков. Масонство и русская литература XVIII — начала XIX века. — М.: издательство «Жираф», 2000. 216 с., илл. (Серия «Три века русского искусства»); Масонство и русская литература XVIII — начала XIX вв. Под ред. д-ра филол. наук В. И. Сахарова. — М.: Эдиториал УРСС, 2000. — 272 с. // Новое литературное обозрение. 2/2002. № 54. С. 371—374.

2004
- Масонство // Отечественная война 1812 года. Энциклопедия. М.: Российская политическая энциклопедия, 2004. С. 447—448.
- [Участие в подготовке и составлении издания:] Незабытые могилы: Российское зарубежье: некрологи 1917—1999: в 6 т. Т.4-5. Л-П. М.: издательство «Пашков дом», 2004.
- [Предисловие:] О создании «Истории» ложи «Юпитер» [,подготовка к публикации и примечания:] Адамович Г. В. История ложи Юпитер // Записки Отдела рукописей. Вып. 52. М.: «Пашков дом», 2004. С. 373—435.
- Обзор Newsletter Section on Rare Books and Manuscrits (Summer 2004) // Новости российского комитета ИФЛА. № 54. Декабрь 2004. С. 19-22.

2005
- Газданов в масонских ложах: хроника // Гайто Газданов и «незамеченное поколение»: писатель на пересечении традиций и культур: Сборник научных трудов. М., 2005. С. 206—213.
- [Предисловие (с.5-78); составление, подготовка к публикации и комментарии (совместно с М. В. Рейзиным) к книге:] Киселёв Н. П. Из истории русского розенкрейцерства. СПб.: издательство имени Н. И. Новикова, 2005. 424 с.
- [Предисловие (с.5-30); составление, подготовка текста и комментарии (совместно с М. В. Рейзиным) к книге:] Арсеньев В. С. Воспоминания. Дневник. Материалы семейного архива. Генеалогия рода Арсеньевых. СПб.: Издательство имени Н. И. Новикова, 2005. 568 с.
- [Участие в подготовке и составлении издания:] Незабытые могилы: Российское зарубежье: некрологи 1917—2001: В 6 т. Т.6. Кн.1. Пос-Скр. М.: издательство «Пашков дом», 2005.

2006
- Масонская ложа Великий Свет Севера и русские писатели (1922—1933 гг.) // Русский Берлин: 1920—1945: Международная научная конференция. М.: Русский путь, 2006. С. 286—303.
- [Публикация, вступительная статья и комментарии (совместно с Р. А. Городницким):] Масонские анкеты В. Е. Жаботинского [«Один из тех людей, которыми нельзя пренебрегать»] // Архив еврейской истории / Международный исследовательский центр российского и восточноевропейского еврейства. Т.3. М.: «Российская Политическая Энциклопедия» (РОССПЭН), 2006. С. 334—351.
- Масонское наследие М. А. Осоргина [Приложение. М. А. Осоргин. Доклад для чтения в масонской ложе 31 марта 1940 г. // Михаил Осоргин: Художник и журналист /Пермский гос. ун-т. Редактор-составитель В. В. Абашев. Пермь: издательство «Мобиле», 2006. С. 73-82.
- [Участие в подготовке издания:] Незабытые могилы: Российское зарубежье: некрологи 1917—2001: В 6 т. Т.6. Кн.2. Скр-Ф. М.: издательство «Пашков дом», 2006. — 724 с. См. также № 82, 91.
- [Участие в подготовке издания:] Российская государственная библиотека: [кн.-альбом]. М.: Редакционно-издательский центр «Классика», 2006. — 576 с.: ил.
- Тенденции и проблемы в области работы с редкими книгами и рукописями // Информационный бюллетень РБА (С.-Петербург). № 37. 2006. С. 91-94.

2007
- Масонские библиотеки // Библиотечная энциклопедия. М.: Пашков дом, 2007. С. 599—601.
- [Участие в подготовке издания:] Незабытые могилы: Российское зарубежье: некрологи 1917—2001: В 6 т. Т. 6. Кн.3. Х-Я. М.: издательство «Пашков дом», 2007. — 704 с.
- Franc-maçonnerie et politique en Russie au début du XXe sieclé (1910—1917) // Slavica Occitania. Vol. 24 (La Franc-maçonnerie et la culture russe). Toulouse, 2007. P. 387—412.

2008
- [Подготовка к публикации и комментарии:] Адамович Г. В. История ложи Юпитер // Записки отдела рукописей. Вып.53. М.: Пашков дом, 2008. С. 507—550.
- [Резензия на книги:] Шунейко А. А. Символы и термины масонов: словарь. Хабаровск: Изд-во ДВГГУ, 2006. — 396 с.; Шунейко А. А. Масонская символика в языке русской художественной литературы XVIII — начала XXI веков. Хабаровск: Изд-во ДВГГУ, 2006. — 400 с. // Новое литературное обозрение. 1/2008. № 89. С. 392—395.

2009
- [Составление, подготовка текста, комментарии (с. 729—733):] Газданов Г. Собрание сочинений: В 5 т. Т.3. Романы. Рассказы. Литературная — критика и эссеистика. Масонские доклады. М., 2009.
- История русского масонства XX века. В 3 т. — СПб.: Издательство им. Н. И. Новикова, 2009. 264 с.+ 472 с. + 544 с. См. также № 33, 47.

2010
- Rebirth of Freemasonry in Lithuania in Early 20th Century // Freemasonry in the World and Lithuania: the Tradition and the Present. An International Conference Devoted to the 230th Anniversary of the Establishment of the Oldest Lithuanian Freemasonic Lodge The Zealous Lithuanian. Programme and lecture summaries. Vilnius, 2010. P. 48-51 (на литовском и английском языках).

2011
- Первые шаги русского масонства в изгнании (1917—1924) // Исторический союз русских лож. СПб., 2011. С. 23-33 (глава (в сокращении) работы № 95)).

2012
- [Составление книги и публикация:] История русской эмиграции периода Второй мировой войны в переписке П. Н. Милюкова // Записки отдела рукописей. Вып. 54. М.: Пашков дом, 2012. С. 242—293.
- Масонство // Большая российская энциклопедия [в 35 т.]. М. : Большая Российская энциклопедия, 2012. Т. 19 (Маниковский — Меотида). С. 287—293 (в соавторстве с С. Е. Киясовым).

2013
- Новые данные о членстве А. В. Суворова в масонских ложах // НаукаПарк: научно-практический многопредметный журнал (Ставрополь). № 3(13). Май-июнь 2013. С. 18-22.

2014
- Российские масоны-евреи в США // Русские евреи в Америке. Кн. 9. Ред.-сост. Э. Зальцберг. СПб.: изд-во «Гиперион», 2014. С.44-61.
- Запрет масонских лож в России // Международный правовой курьер. № 3. Июнь 2014. С. 16-21.

2015
- Дружеское ученое общество, масонский проект, «чтоб профаны и подозревать не могли» // Россия и гнозис. Труды Международной научной конференции «Судьбы религиозно-философских исканий Николая Новикова и его круга» в ВГБИЛ им. М. И. Рудомино 15-17.10.2012. Т.2. СПб.: издательство РХГА, 2015. С. 391—402.

2016
- [Предисловие к книге]: Кузьмишин Е. Л. Масонство. М.: Ганга, 2016. С. 5-8. Переиздано: Кузьмишин Е. Л. Масонство. 2-е исправленное, дополненное издание. М.: Ганга, 2019. С.5-8.

2017
- [Послесловие к книге:] Кондаков Ю. Е. «Рыцарские» системы масонства в России. М.: Ганга, 2017. С. 552—579.

2018
- М. А. Осоргин и его масонское наследие. М.: Ганга, 2018. 624 с. — ISBN 978-5-907059-01-6.
- Об авторах и переводчиках «Герметической библиотеки» [Послесловие к книге:] Кондаков Ю. Е. Тайные инструкции российских розенкрейцеров XVIII—XIX вв. М.: Ганга, 2018. С. 535—561. — ISBN 978-5-907059-18-4 (переиздано в переводе на румынский язык: Serkov A. Despre autorii si traducatorii Bibliotecii Hermetice. Un studii aspura lucralior traduce si citite in cadrul cercurilior si Ordinelor Rozacruciane din Russia secolelor XVIII—XIX // Trivium, revista de gandire simbolica. Anul XII. Nr. 4 (45), octombrie-decembrie 2020. P. 668—694).
- [Очерки:] Зарождение и развитие масонства в России в XVIII — начале XX века; Российское масонство в эмиграции (1917—1945 годы); Русское зарубежное масонство в 1940—2000-е годы; Масонство в России в 1989—2018 годы [(последний очерк в соавторстве с И. В. Гордеевым и В. М. Куликовым)] // Тернистый путь к свету. Очерки по истории российского масонства. М.: Галерия, 2018. С. 6 — 310, 322—565. — ISBN 978-5-9905925-6-8.

2019
- [Статьи:] Волковысский А. С., Грейц Г. А., Зеленский С. // Лейкинд О. Л., Махров К. В., Северюхин Д. Я. Художники Русского зарубежья. Первая и вторая волна эмиграции. Биографический словарь. Т.1. СПб., 2019. С. 364—365, 443, 553.
- История ложи Астрея. Paris, 2019. 38 с. (на русском, французском и английском языках; на правах рукописи).
- А. В. Суворов и масоны в Кёнигсберге. (По материалам Отдела рукописей Российской государственной библиотеки) // Румянцевские чтения — 2019: материалы Международной научно-практической конференции (23—24 апреля 2019). Ч. 3. М., 2019. С. 42—46.
- Российские масоны. 1721—2019. Биографический словарь. Век XVIII. Т. I—III. М.: Ганга, 2019. 710+748+320 с. — ISBN 975-5-907243-25-5, 975-5-907243-26-2, 975-5-907243-27-9.
- [Предисловие, подготовка текста и комментарии (совместно с Р. А. Городницким) книги:] Гиппиус З. Н.. Собрание сочинений. Т. 16 (дополнительный). Он и мы: Дмитрий Мережковский. Его жизнь, его работа. М.: Издательство «Дмитрий Сечин», 2019. — 592 с. — ISBN 978-5-904962-75-3.

2020
- [Участие в составлении именного указателя (вместе В. М. Введенской, А. В. Геворкяном, В. В. Нехотиным, А. Н. Морозовым) к книге:] Белый Андрей. История становления самосознающей души. Кн. 1-2. М., 2020 (Литературное наследство. Т.112).
- Из архива Г. В. Адамовича // Литературный факт. 2020. № 2 (16). С. 278‒306.
- Коллекция Николая Янчевского: история создания и попытка реконструкции // Румянцевские чтения ‒ 2020. Материалы Международной научно-практической конференции (21‒24 апреля 2020). М.: Пашков дом, 2020. Ч. 2. С. 285‒291.
- Мартинисты и масоны в 1920-х годах в Петрограде‒Ленинграде // «Мы храним наши белые сны». Другой Восток и сверхчувственное познание в русском искусстве. 1905–1969 [: проспект выставки]. М., 2020. С. 17-21 (в соавторстве с Р.А. Городницким).
- Масонское окружение И. Ф. Крузенштерна // Круг Крузенштерна / Издатель и составитель А. В. Крузенштерн; ответственный редактор В. И. Шубинский. СПб.: Крига, 2020. С. 148—157. ISBN 978-5-901805-87-9.
- Российские масоны. 1721—2019. Биографический словарь. Век XIX. Т. I—IV. М.: Ганга, 2020. 704 с. + 748 с. + 820 c. + 662 c. ISBN 978-5-907243-33-0, 978-5-9072543-34-7, 978-5-907243-35-4, 978-5-907243-36-1.
- Российские масоны. 1721—2019. Биографический словарь. Век ХХ. Т. I—IV. М.: Ганга, 2020. 664 с. + 676 с. + 672 с. + 452 с. ISBN 978-5-907243-64-4, 978-5-907243-65-1, 978-5-90723-66-8, 978-5-907243-67-5.

2021
- Н. П. Киселёв и его незавершенные планы в издательстве «Мусагет» // Румянцевские чтения — 2021: материалы Междунар. науч.-практ. конф. (21-23 апр. 2021). Ч. 2. М.: Пашков дом, 2021. С. 335—340. ISBN 978-5-7510-0820-8 (ч.2).
- Дневник Н. П. Киселёва на посту секретаря издательства «Мусагет» // Литературный факт. 2021. № 2 (20). С. 82-114.
- [Научное редактирование (совместно с М. М. Павловой), указатель имен (совместно с В. М. Введенской) к книге:] Литературное наследство. Т. 106: Эпистолярное наследие З. Н. Гиппиус. Кн. 2. М.: ИМЛИ РАН, 2021.
- [Подготовка текста (совместно с О. А. Коростелевым, В. А. Резвым), комментарии (совместно с О. А. Коростелевым) книги:] Ладинский А. П. Дневник 1932—1939 годов. Моя жизнь в Германии. Парижские воспоминания. М.: ИМЛИ РАН; Издательство ДМИТРИЙ СЕЧИН, 2021. — 480 с.
- Мистические устремления Мережковских и Савинкова: поиск организационных форм // Круг Мережковских: К 150-летию со дня рождения З. Н. Гиппиус: Сборник статей / ред.-сост. Е. А. Андрущенко. М.: ИМЛИ РАН, «Дмитрий Сечин», 2021. С. 275—286 (в соавторстве с Р. А. Городницким).
- Системы и ритуалы российского масонства XVIII—XIX вв. (Исправленный шотландский устав). Т. 1. События и персоналии. 450 с. Т. 2. Обряды и регламенты. 692 с. М.: Ганга, 2021 (в соавторстве с Р. А. Городницким).

2022
- «Благодетель» Пьера Безухова: Иосиф Алексеевич Поздеев и его переписка. В 2-х тт. М.: Ганга, 2022. Т. 1. 758 с. ISBN 978-5-907658-05-9. Т. 2. 550 с. ISBN 978-5-907658-04-2.
- К биографии А. С. Строганова, первого владельца Саткинского завода // Горное сердце Евразии: сборник материалов I Всероссийской научно-практической краеведческой конференции, посвященной 95-летию Саткинского муниципального района. Челябинск: изд-во Челяб. Гос. ун-та, 2022. С. 44-53.
- Листки масонского архива — Астрея. М., 2022. 438 с. ISBN 978-5-9216-0346-2.
- Московский антиквар М. Я. Параделов и собранные им сведения о частных библиотеках в России // Румянцевские чтения — 2022. Материалы Международной научно-практической конференции (19-21 апреля 2022). Ч. 2. М.: Пашков дом, 2022. С. 229—235.
- Рецензия на книгу: Henning v. Wistinghausen. Freimaurer und Aufklarung im Russischen Reich. Die Revaler Logen 1773—1820. Bd. 1-3. Bohlau Verlag, Koln — Weimar — Wien, 2016 // Генеалогический вестник. СПб., 2022. Вып. 66. С. 139—145 (в соавторстве с М. Ю. Катиным-Ярцевым и Д. Д. Лотаревой).

2023
- Бестужев Алексей Федосеевич // Научно-образовательный портал «Большая Российская энциклопедия». 2023. № 2. ISSN 29492076. DOI: 10.54972/00000001_2023_2_15.
- Бестужев Михаил Александрович. // Научно-образовательный портал «Большая Российская энциклопедия». 2023. № 2. DOI: 10.54972/00000001_2023_2_17.
- Бестужев Николай Александрович // Научно-образовательный портал «Большая Российская энциклопедия». 2023. № 2. ISSN 29492076. DOI: 10.54972/00000001_2023_2_16.
- Вигель Филипп Филиппович. // Научно-образовательный портал «Большая Российская энциклопедия». 2023. № 2. ISSN 29492076. DOI: 10.54972/00000001_2023_2_18.
- Милосердие в российском масонстве: периоды мира и войны // Новое литературное обозрение. № 184 (6/2023). С. 139—153. ISSN 2309-9968. УДК 930.85. DOI: 10.53953/08696365_2023_184_6_139.
- О некоторых материалах поэта Эллиса в отделе рукописей Российской государственной библиотеки // Румянцевские чтения — 2023. Материалы Международной научно-практической конференции (18-20 апреля 2023 г.). Ч. 3. М.: Пашков дом, 2023. С. 20-25. 300 экз. ISBN 978-5-7510-0862-8 (ч. 3).
- Правление «триумвирата»: российское масонство начала XIX в. в переписке его руководителей. М.: Ганга, 2023. 756 с. 500 экз. ISBN 978-5-907658-42-4.

2024
- Викентий Пашуканис: от акцизного чиновника до помощника ученого секретаря // Румянцевские чтения — 2024. Материалы Международной научно-практической конференции (23-25 апреля 2024 г.). Ч. 3. М.: Пашков дом, 2024. С. 59-65. 300 экз. ISBN 978-5-7510-0899-4 (ч. 3).
- Масонская Грузия: люди, ложи, символы, места. Биографический сборник. Казань, 2024. 213 с. (на правах рукописи).
- О трех забытых русских ложах и одном треугольнике союза «Друа юмен» // Караулова Ю. В. Убежище для усталых душ. Русское наследие Масонского Смешанного Международного Ордена «Le Droit Humain». М.: Эдитус, 2024. С. 209—238. 100 экз. ISBN 978-5-00217-431-7.
- Российский мартинизм. Легенды и документы. М.: Ганга, 2024. 570 с. 500 экз. ISBN 978-5907658-70-7 (в соавторстве с Р. А. Городницким).

2025
- С. Н. Дурылин в издательстве «Мусагет» (по материалам Отдела рукописей РГБ) // Румянцевские чтения ‒ 2025. Материалы Международной научно-практической конференции (22‒24 апреля 2025 г.). Ч. 2. М.: Пашков дом, 2025. С. 236-241. 300 экз. ISBN 978-5-7510-0949-6 (ч. 2).
- [Cост., коммент., указатель имен; вступ. статья (в соавторстве с М.В. Михайловой; подгот. текстов (совместно с Р.А. Городницким, Е.Л. Курандой) к книге:] Чулкова Н.Г. Воспоминания о моей жизни с Г.И. Чулковым и о встречах с замечательными людьми; Чулков Г.И. Из переписки с Федором Сологубом, Вячеславом Ивановым и Владиславом Ходасевичем. М.: ИМЛИ РАН, 2025. 560 с., илл. (Библиотека «Литературного наследства». Вып. 13). 300 экз. ISBN 978-5-9208-0799-1. ISSN 2712-9020.